# Prosper Joseph Maria Piette
Prosper Joseph Maria Piette (* 13. März 1806 in Straßburg; † 11. Dezember 1872 in Bubentsch bei Prag) war ein Unternehmer in der Papierindustrie.

## Leben

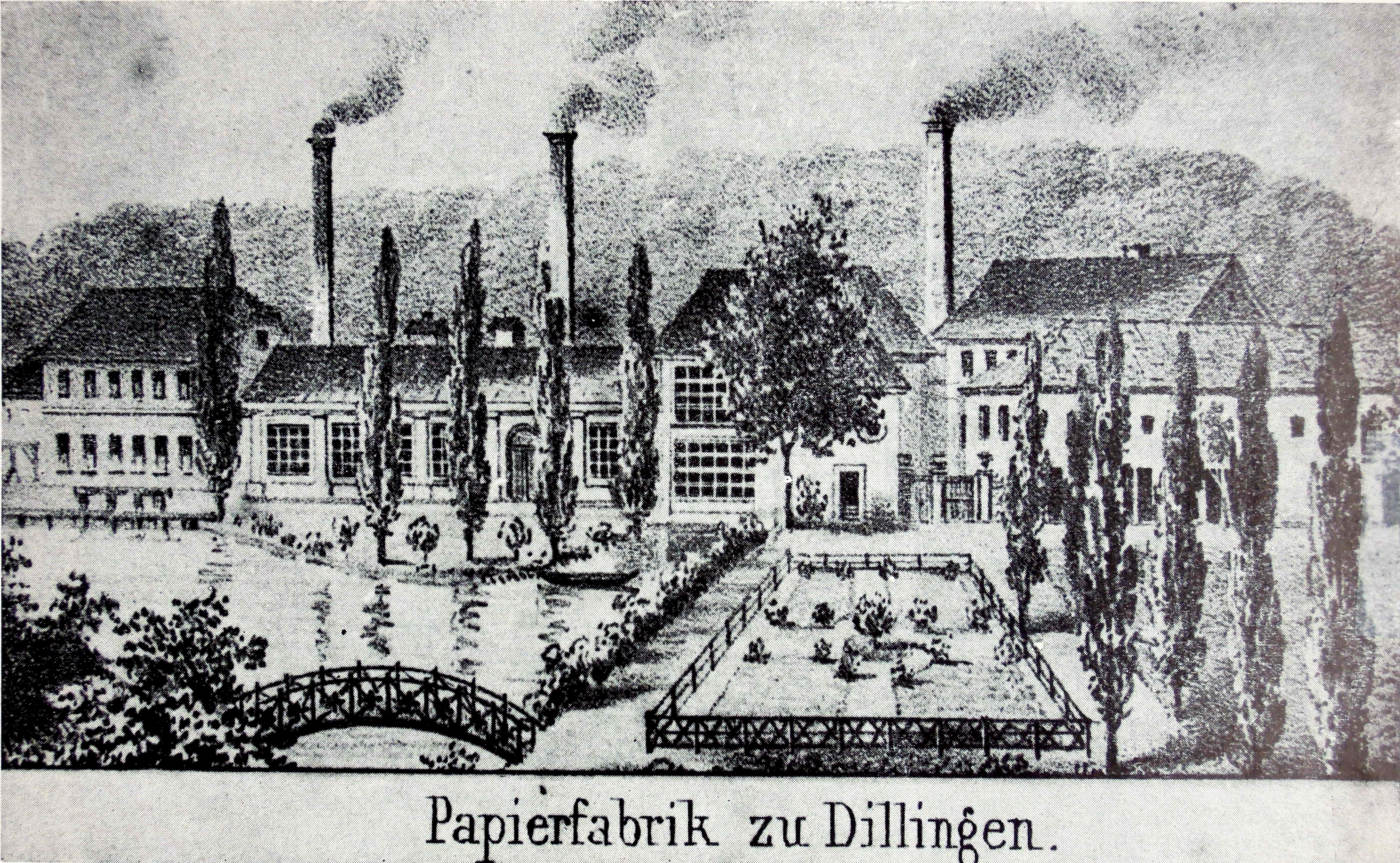
Dillinger Papierfabrik (um 1850)

Prosper Piette war der Sohn des Papierfabrikanten Jean Louis Piette und dessen Ehefrau Anna Gabriele Piette geborene Wurmser. Über Prosper Piettes Jugend ist wenig bekannt. Er erhielt vermutlich eine technische und chemische Ausbildung, da er mit 27 Jahren, nach dem Tod seines Vaters, zusammen mit seinem Bruder Louis Piette die Dillinger Papiermühle übernahm. Während sein Bruder die Mühle nach außen vertrat, übernahm er die technische Leitung. Zusammen mit seinem Bruder erhielt er 1837 ein preußisches Patent auf einen drehbaren Hadernkocher, den Kugeldrehkocher, den die beiden dem Unternehmen Bryan Donkin & Co. zur Verfügung stellten.
Nach der Umwandlung des Unternehmens in eine Aktiengesellschaft stieg Piette 1847 aus dem Familienbetrieb aus und ließ sich in Kaisermühle in der Gemeinde Vorder-Owenetz in Böhmen nieder. 1860 kam es zu einem Prozess mit der Dillinger Hütte um die Wassernutzung der Prims. Die Papiermühle benötigte das saubere Wasser der Prims, die Hütte die Wasserkraft. In Erwartung den Prozess zu verlieren kaufte die Hütte alle verfügbaren Aktien und nach der Liquidation die Papiermühle 1864 für 56.400 Taler. Anschließend wurde der Betrieb eingestellt.
Nach beratender Tätigkeit pachtete Piette die Kaisermühle in Bubentsch und begann mit der industriellen Fertigung von Zigarettenpapier. Von 1860 bis 1864 leitete er außerdem eine Strohstofffabrik, die jedoch nach einer Kocherexplosion geschlossen werden musste. 1865 kam eine weitere Zigarettenpapierfabrik in Nieder-Marschendorf bei Freiheit. In Prag gründete er die erste Tapetenfabrik Österreich-Ungarns.

## Familie
Prosper Piette heiratete Margarethe Elisabeth Nikolay aus Metz. Aus der Ehe gingen vier Söhne hervor, die nach dem Tod ihres Vaters die Papierfabrik übernahmen.